# Les Solitaires (film tchèque, 2000)
Pour les articles homonymes, voir Solitaire.
Pour le film français, voir Les Solitaires (film français, 2000).
Pour plus de détails, voir Fiche technique et Distribution.
Les Solitaires (Samotáři) est une comédie tchèque de David Ondříček, selon un scénario de Petr Zelenka, sortie en 2000. L'acteur Jiří Macháček a reçu le prix du Lion tchèque, en tant que meilleure prestation masculine dans un rôle secondaire. Le film a également été nommé dans d'autres catégories, telles que meilleur film et meilleure réalisation.

## Fiche technique
- Titre : Les Solitaires
- Titre original : Samotári
- Réalisation : David Ondříček
- Scénario : Olga Dabrowská et Petr Zelenka
- Musique : Jan P. Muchow
- Photographie : Richard Rericha
- Montage : Michal Lánsky
- Production : David Ondříček
- Société de production : Lucky Man Films, Ceská Televize, CinemArt, E-motion Film et Milk & Honey Films
- Pays :  Tchéquie et  Slovaquie
- Genre : Comédie
- Durée : 103 minutes
- Dates de sortie : 
  -  Tchéquie : 13 avril 2000

## Distribution
- Jitka Schneiderová
- Saša Rašilov
- Labina Mitevska
- Ivan Trojan
- Jiří Macháček
- Mikuláš Křen
- Hana Maciuchová
- František Němec
- Emma Černá
- Tatiana Vilhelmová
- Zdeněk Suchý
- David Matásek
- Jana Gýrová
- Robert Vlček
- Jan P. Muchow
- Kryštof Michal
- Jan Nemejovský